# U Geminorum

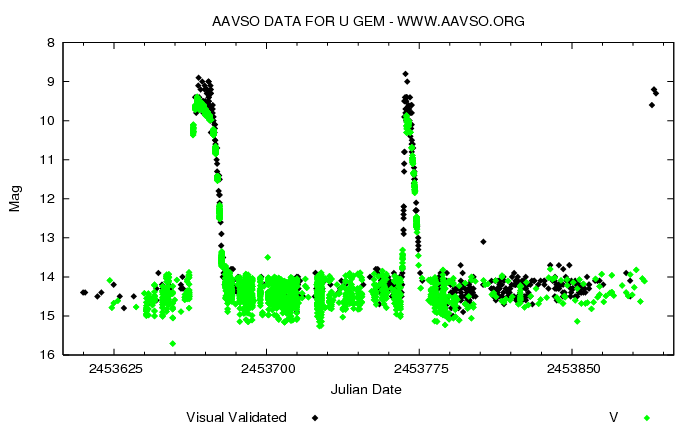
Curva de luz de U Geminorum

U Geminorum (U Gem / HD  64511 / GCRV 59196) es una estrella variable en la constelación de Géminis. Es el arquetipo de un tipo de variables cataclísmicas llamadas novas enanas. Descubierta por el astrónomo John Russell Hind en 1855, ha sido observada continuamente desde entonces.
U Geminorum es un sistema binario en donde la componente primaria es una enana blanca densa y caliente, y la componente secundaria es una fría enana roja de la secuencia principal. La enana blanca tiene una masa de 1,20 masas solares, mientras que su compañera tiene una masa equivalente al 42 % de la masa solar. Las dos estrellas están muy próximas entre sí y orbitan a gran velocidad. Su período orbital es de sólo 4 horas y 11 minutos.
La enana roja está tan próxima a la estrella principal que pierde materia de su superficie en beneficio de la enana blanca. Este material forma un disco de acrecimiento en torno a esta última. En intervalos casi periódicos, de unos 100 años, el disco se desestabiliza y una gran cantidad de materia cae en la enana blanca, que como consecuencia, sufre un estallido. Estos estallidos hacen que el brillo de la estrella aumente unas cien veces.
Además de los estallidos, U Geminorum sufre frecuentes eclipses cuando una de las estrellas pasa por delante de la otra, lo que hace que, en condiciones normales, su magnitud aparente varíe entre +14,1 y +15,0. La duración del eclipse es de unos 20-25 minutos. Durante los estallidos su magnitud aumenta hasta +9,0.